# Menhir von Kelbra
Der Menhir von Kelbra (auch Heidenstein genannt) war ein vorgeschichtlicher Menhir bei Kelbra (Kyffhäuser) im Landkreis Mansfeld-Südharz, Sachsen-Anhalt.

## Lage
Der Stein befand sich etwa 50 m außerhalb von Kelbra am Weg nach Sondershausen auf einem Feld. In der näheren Umgebung gab es ursprünglich mehrere weitere Steine, für die Namen überliefert sind, von denen aber nicht sicher ist, ob sie als Menhire zu werten sind. In älterer Literatur wird auch ein Stein bei Badra erwähnt, der nach Waldtraut Schrickel mit dem Menhir von Kelbra identisch sein könnte, da Badra am Weg von Kelbra nach Sondershausen liegt.

## Beschreibung
Der Menhir bestand aus rotem Sandstein und war oben genauso breit wie unten. Er hatte eine Höhe von 10 Fuß (ca. 3,0 m), eine Breite von 5 Fuß (ca. 1,5 m) und eine Dicke von 1,5 Fuß (ca. 0,45 m).
Funde aus der Umgebung des Menhirs stammen aus der Vollbronzezeit und dem Mittelalter.

## Der Menhir in regionalen Sagen
Zu dem Stein ist eine Sage überliefert: Eine Riesin namens Frau Hüne ging entweder spazieren oder war auf dem Weg nach Kelbra, um auf dem Markt rote Schuhe zu kaufen. Als ihr zu warm wurde, setzte sie sich hin, um auszuruhen. Weil ihr der Schuh drückte, zog sie ihn aus. Dabei fiel ein Stein heraus, der so groß war, dass nur ein großer Wagen ihn fortschaffen konnte.